# Impatiens gomphophylla
Impatiens gomphophylla är en balsaminväxtart som beskrevs av John Gilbert Baker. Impatiens gomphophylla ingår i släktet balsaminer, och familjen balsaminväxter. Inga underarter finns listade i Catalogue of Life.

## Bildgalleri

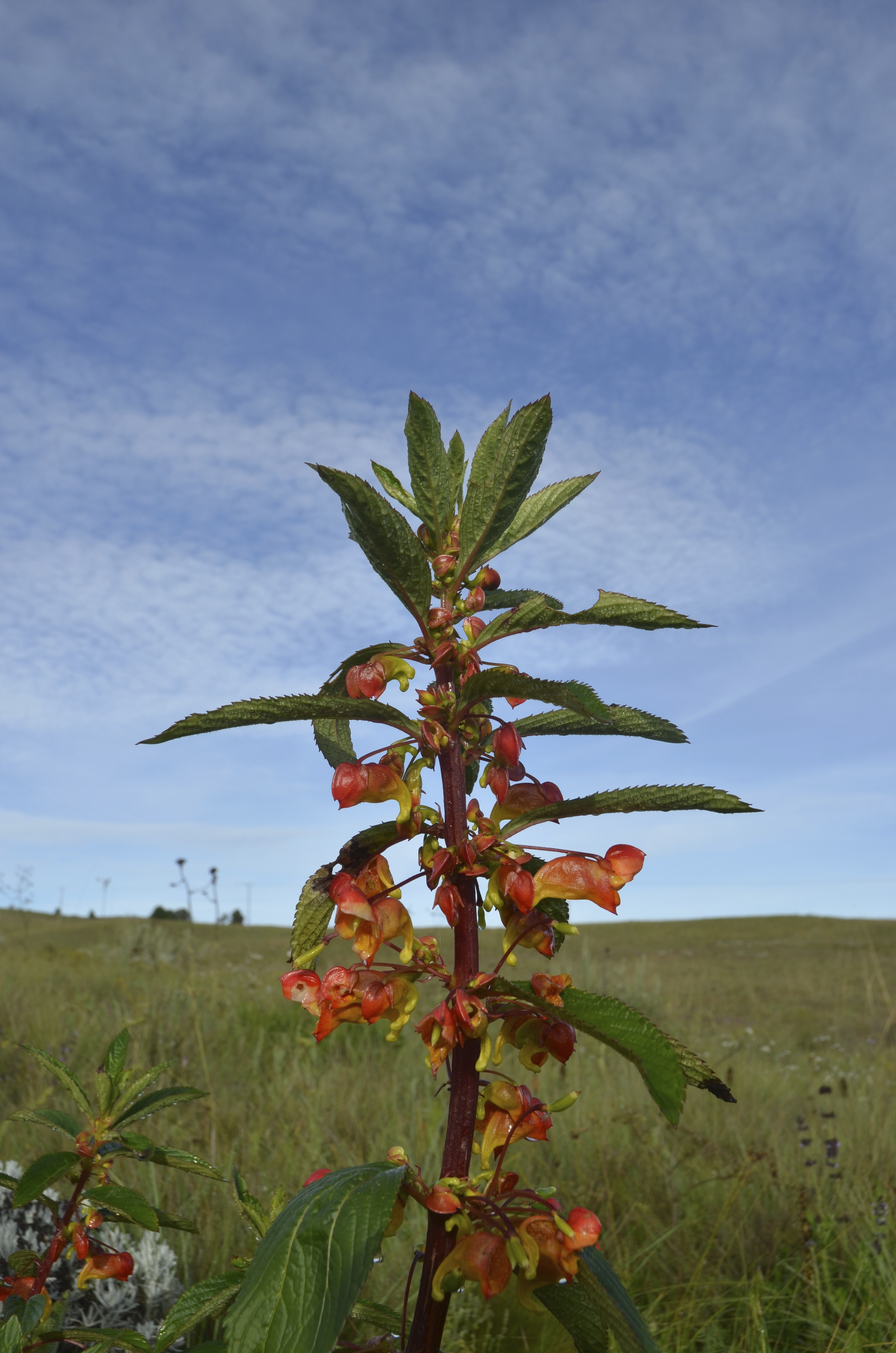